# Kota (Uttar Pradesh)
Kota es una ciudad censal situada en el distrito de Sonbhadra en el estado de Uttar Pradesh (India). Su población es de 13409 habitantes (2011). Se ubica en la región centro-este de la India donde abundan los bosques lluviosos. 

## Demografía
Según el censo de 2011 la población de Kota era de 13409 habitantes, de los cuales 7164 eran hombres y 6245 eran mujeres. Kota tiene una tasa media de alfabetización del 87,78%, superior a la media estatal del 67,68%: la alfabetización masculina es del 93,50%, y la alfabetización femenina del 81,23%